# Пюттлах (река)
Пюттлах (нем. Püttlach) — река в Германии, протекает по Верхней Франконии (земля Бавария), левый приток Визента. Речной индекс 24266. Площадь бассейна реки составляет 199,74 км². Длина реки 26,70 км. Высота истока 545 м. Высота устья 324 м.
Пюттлах берёт начало недалеко от Хуммельталя. Впадает в Визент в городе Гёсвайнштайне. 
Речная система реки — Визент → Регниц → Майн (приток Рейна) → Рейн.